# Acanthodelta radamella
Acanthodelta radamella är en fjärilsart som beskrevs av Embrik Strand 1914. Acanthodelta radamella ingår i släktet Acanthodelta och familjen nattflyn. Inga underarter finns listade i Catalogue of Life.